# Irundiaba waorani
Irundiaba waorani là một loài bọ cánh cứng trong họ Cerambycidae.